# 英翰
英翰（えいかん、インハン、Yīnghàn、1828年 ‐ 1878年）は、清の軍人・官僚。字は西林。
サルトゥ氏（saltu hala、薩爾図氏）、満州正紅旗人。1849年、挙人となる。合肥県知県代理だった1859年、団練を率いて安徽省北部に侵入した太平天国軍を撃退した。1861年、宿州知州代理となる。翌年、太平天国軍の侵攻を撃退し、知府に昇進した。1863年、捻軍の首領の張楽行がセンゲリンチン（senggerincin、僧格林沁）に敗れて本拠地の雉河集に逃れたが、英翰は策をもって張楽行を捕らえ、センゲリンチンに引き渡し、この功で潁州府知府を授かった。英翰の才幹と勇猛さは巡撫の唐訓方と袁甲三に評価され、淮河の北方での戦いでしばしば功績をあげた。苗沛霖が反乱を起こし、蒙城・寿州を攻撃すると、英翰は兵を率いて蒙城付近の苗沛霖軍の寨を攻撃して補給線を確保し、寿州でも苗沛霖軍を破った。この功で安徽按察使に昇格した。その後再び蒙城の救援に向かい、敵の補給路を断った。そこにセンゲリンチンとフミンガ（富明阿）の援軍が来て、苗沛霖軍を破り、苗沛霖は捕らえられた。この功績でバトゥルの称号を得た。
1864年、太平天国軍と捻軍が陝西省から湖北省に入ったため、英翰はセンゲリンチンの命で救援に向かい、さらに安徽巡撫喬松年の命で安徽省境の守りにつき、馬融和軍数万人を投降させ、安徽布政使に抜擢された。1865年、捻軍は河南省から山東省に入り、高楼寨の戦いでセンゲリンチンは戦死した。さらに捻軍は安徽省に大挙して侵入し、英翰は雉河集で包囲されたが、45日間の籠城の末に援軍が来て、包囲軍を打ち破った。1866年、喬松年が陝西巡撫に転任したため後任の安徽巡撫に就任。1867年、捻軍は湖北省・河南省から山東省に入ったため、英翰は援軍を派遣した。この年の冬、捻軍の首領の任柱は淮軍に敗れ、残党が安徽省に逃れたが、これを破って首領の頼文光を揚州で捕らえ、これにより東捻軍は鎮圧された。翌年には西捻軍が直隷省をうかがう情勢となったため、河南省に駐屯し、大運河の東で他の諸軍とともに西捻軍を破った。
1874年、両広総督に就任した。在任中には福建省に潜伏していた太平天国の楊輔清を降将の馬融和を使って捕らえている。しかし広東省で行われていた闈姓といわれる賭博の禁止を緩める方針をとったため、広州将軍長善（チャンシャン）らの弾劾を受け、北京に呼び戻され解任された。その後はウルムチ都統に任命された。死後、果敏の諡号を贈られた。